# Montaut (Landes)
Montaut település Franciaországban, Landes megyében. Lakosainak száma 604 fő (2022. január 1.). Montaut Banos, Doazit, Hauriet, Maylis, Saint-Aubin, Saint-Sever és Toulouzette községekkel határos.

## Népesség
A település népességének változása:
| Lakosok száma | 766  | 556  | 592  | 567  | 631  | 644  | 626  | 620  | 616  | 604  |
|               | 1968 | 1982 | 1990 | 2006 | 2013 | 2015 | 2017 | 2019 | 2020 | 2022 |